# The Union of Crowns
Albums de Bury Tomorrow
Portraits
(2009) Runes
(2014)
Singles
1. Lionheart
Sortie : 8 septembre 2011
2. Royal Blood
Sortie : 30 décembre 2011
3. An Honourable Reign
Sortie : 25 mai 2012
4. Knight Life
Sortie : 10 août 2012

The Union of Crowns est le deuxième album studio du groupe britannique de metalcore Bury Tomorrow sorti le 13 juillet 2012. Après un premier album diffusé sur des petits labels au Royaume-Uni, au Japon et aux États-Unis, ils signent avec le label allemand Nuclear Blast en avril 2012, ce qui leur permet de gagner en visibilité et de tourner avec des formations plus importantes. En plus de leurs relatives bonnes ventes, les critiques sont également plus positives et presque unanimes sur la qualité du disque, qu'elles placent parmi les meilleures productions du genre et mettant ainsi Bury Tomorrow au niveau de leurs homologues américains.

## Contexte
Bury Tomorrow se forme en 2006 dans le Hampshire autour des frères Daniel et Davyd Winter-Bates, respectivement chanteur et bassiste du groupe. Jason Cameron (guitare et chœur), Adam Jackson (batterie et percussions) et Mehdi Vismara (guitare) complètent la formation. Dès 2007, ils auto-produisent un premier EP intitulé The Sleep of the Innocents, avant de sortir leur premier album studio Portraits le 12 octobre 2009 sur le label Basick Records au Royaume-Uni. Une version comportant trois chansons supplémentaires est publiée par Artery Recordings Japon et aux États-Unis en mars 2010, ce qui permet au groupe d'obtenir plusieurs critiques positives à leur égard et de pouvoir faire des tournées à travers le monde. Parallèlement, l'EP On Waxed Wings est mis en vente outre-Manche, réunissant les trois morceaux bonus.

## Enregistrement et production
À la suite de leur premier album studio, le groupe décide de quitter ses deux labels indépendants, Basick Records et Artery Recordings, afin d'en trouver un qui puisse mieux les épauler, sans pour autant changer leur son. Artery Recordings les encourage même à venir s'installer aux États-Unis, où la scène du metalcore est plus développée, mais ils refusent arguant qu'ils ont trop peu d'expérience dans ce pays. En parallèle, ils enregistrent leurs premières démos dès 2011 pour leur futur album et se servent de celles-ci, majoritairement instrumentales, pour les envoyer à différents labels. Nuclear Blast leur propose alors un contrat, qu'ils acceptent le 2 avril 2012,.
Ayant notamment enregistré Royalblood au Ridgeway Sound Studio à Wantage leur de leurs premières sessions, ils décident d'y retourner pour compléter l'album,. Ils se fixent pour objectif de pouvoir rivaliser avec les standards américains de metalcore. Davyd Winter-Bates explique ainsi que « Portraits démontrait qu'ils pouvaient faire aussi bien que les américains. Et The Union of Crowns est le premier pas pour montrer au monde qu'ils peuvent faire aussi bien que n'importe qui ».

## Parution et réception

### Promotion, sortie et classements
| Classement musical      | Meilleure position |
| ----------------------- | ------------------ |
| UK Rock & Metal Chart   | 6                  |
| UK Indie Chart          | 11                 |
| UK Indie Breakers Chart | 3                  |
| US Top Heatseekers      | 25                 |

Après deux singles publiés en fin d'année 2011 et un début d'année 2012 à enregistrer son deuxième album, Bury Tomorrow participent à plusieurs festivals, dont le Takedown Festival en mars, le Hit Deck Festival en avril, le Greenfield Festival le 17 juin et le Ghostfest le 30 juin, et accompagne également Of Mice and Men lors de leur tournée britannique fin avril. Le 1er mai, le troisième single, An Honourable Reign, est présenté lors de l'émission The Rock Show de Daniel P. Carter (en) sur la BBC Radio 1. Dans la foulée, le groupe annonce une tournée internationale avec un passage en Australie et la première partie d'I Killed the Prom Queen à l'Underworld de Camden le 10 juillet.
The Union of Crowns est publié le 13 juillet en Europe, le 16 au Royaume-Uni et le 17 aux États-Unis, et est aussi mis en streaming sur leur profil AbsolutePunk. Au Royaume-Uni, il se classe en 11e position de l'UK Indie Chart, en 6e position de l'UK Rock & Metal Chart et en 3e position de l'UK Indie Breakers Chart à sa sortie. De l'autre côté de l'Atlantique, 1 062 exemplaires du disque se vendent dès la première semaine, ce qui lui permet d'atteindre la 25e place de l'US Top Heatseekers début août.
La formation continue alors les tournées pour sa promotion, avec une apparition au Hevy Music Festival, avant d'accompagner Architects en novembre à travers le Royaume-Uni. Dans le cadre du Vans Warped Tour, ils jouent le 10 novembre à l'Alexandra Palace de Londres pour la seule date du festival en Europe,. Dans le cadre d'un partenariat avec Monster Energy, la marque de boisson énergisante propose gratuitement le téléchargement de la chanson Darkest Regions, face B de l'album, sur son site.
Le 20 janvier 2013, Bury Tomorrow annonce le départ du guitariste Mehdi Vismara, remplacé par Kristan Dawson, puis part pour sa première tournée européenne de février à mars, avec The Defiled et Neaera en première partie. Un dernier clip vidéo, pour Sceptres, est publié en août 2013, avant leur participation aux Reading and Leeds Festivals. La chanson, souvent diffusée sur la radio et la télévision de Kerrang!, se place en 20e position du classement rock du magazine. Le groupe effectue sa première tournée britannique à l'automne — avec Feed The Rhino, Empress et Heart In Hand en première partie —, avant de se produire en Autriche au mois de novembre.

### Accueil critique
Tout comme pour son prédécesseur Portraits, peu de critiques s'intéressent à The Union of Crowns, mais celles-ci sont toutes positives. Ainsi, Altsounds et Dead Press notent que Bury Tomorrow a beaucoup grandi depuis 2009 et son premier album studio,. Le second le trouve « bien plus mature, bien plus mémorable et surtout bien plus enclin à être écouté encore et encore (et encore) », tandis que le premier met en avant le fait qu'avec de tels groupes, « le métal britannique n'a jamais semblé aussi puissant ou été un aussi bon concurrent à leurs homologues américains ». Le disque est d'ailleurs décrit comme « ne pouvant pas être plus représentatif de la montée en puissance des talents britanniques ». Avec « autant d'intensité, de concentration et de mélodie, cela les place directement en tête du podium », bien que la formation elle-même ne se déclare déjà « être la couronne ». Rockfreaks abonde également dans ce sens, appréciant « l'énorme intensité des chansons » et qualifiant le résultat « d'immense », ce que le rédacteur considère comme la première et meilleure qualité du groupe. Il estime aussi qu'« aucun morceau ne sort finalement du lot, parce que même dans les passages un peu plus ternes, la structure a été remaniée de manière qu'on ressente les efforts fournis ».
AllMusic partage cet avis et insiste sur le fait que « là, où de nombreux groupes ont sombré dans la schizophrénie, alternant désespérément entre noirceur et lumière, entre furie et sérénité et amenant souvent son propre public dans l'aliénation et les problèmes d'attention, Bury Tomorrow gravit les échelons à grande vitesse avec des morceaux plus cohérents et satisfaisants ». Eduardo Rivadavia remarque aussi que peu de groupes choisissent la politique médiévale comme thème, ceux-ci s'orientant généralement vers « les relations à échec des adolescents post-emo », ce qui l'amène à penser que la formation du Hampshire « a pris une sérieuse option sur le sceptre du metalcore mélodique ». Steven Spedding, de Sputnikmusic, apprécie la qualité de l'album mais regrette qu'il soit un peu long : « onze chansons auraient été suffisantes et cela aurait évité à Bury Tomorrow de s'embourber quelque peu sur la fin avec la démonstration de tant de titres ».
Jon Kerr, rédacteur pour Trash Hits, « éprouve de la satisfaction » avec cet album « de très bonne qualité » sorti peu avant les Jeux olympiques d'été de 2012 de Londres et pour lesquels « règne une certaine fierté nationale ». Lui aussi estime d'ailleurs que ce disque place le groupe parmi les meilleurs du Royaume-Uni, « faisant mieux que renouveler un genre totalement dépassé dans le pays, avec un style purement britannique qui n'a rien à envier avec ce que produisent les formations de la bannière étoilée ». Seuls Alternative Press et Bloody Good Horror sont moins enthousiastes avec The Union of Crowns, n'y voyant rien de nouveau. Le premier estime que « les États-Unis ont déjà suffisamment de groupes de metalcore et qu'il n'est donc pas nécessaire d'en importer de nouveau », tandis que le second considère néanmoins que « l'album essaye de faire du mieux possible dans ce qu'il sait faire et fournit malgré tout l'un des meilleurs exemples du genre pour un moment ».

## Fiche technique

### Liste des titres de l'album
Toutes les chansons sont écrites et composées par Bury Tomorrow.
| No  | Titre               | Durée |
| --- | ------------------- | ----- |
| 1.  | Redeemer            | 4:32  |
| 2.  | The Maiden          | 4:37  |
| 3.  | Lionheart           | 3:43  |
| 4.  | Message to a King   | 3:49  |
| 5.  | An Honourable Reign | 3:59  |
| 6.  | Knight Life         | 3:31  |
| 7.  | Royal Blood         | 3:51  |
| 8.  | Bitemarks           | 3:43  |
| 9.  | Abdication of Power | 4:20  |
| 10. | Kingdom             | 3:43  |
| 11. | 1603                | 4:39  |
| 12. | Sceptres            | 3:22  |
| 13. | Vacant Throne       | 3:26  |
| 14. | A Curse             | 3:38  |

| - Dani Winter-Bates : chant, screaming - Mehdi Vismara : guitare - Jason Cameron : guitare, chœur - Davyd Winter-Bates : basse - Adam Jackson : batterie, percussions | - Pedro Teixeira : ingénieur du son, producteur et mixeur - Antony Smith : ingénieur du son et assistant producteur - Jacob Hansen : matriçage - Mike Curtis : ingénieur du son - Jeff Dunne : technicien - Clinton Watts : technicien - Jamie Graham : agent artistique - Jaap Wagemaker : A&R |

### Articles de presse
1. 1 2  (en) Ryan Bird, « They Are Unstoppable », Rock Sound, no 164,‎ août 2012, p. 71
2. 1 2  (en) Robert Knapper, « Bury Tomorrow », Stencil Magazine,‎ 12 juillet 2012, p. 34-35
3. ↑  (en) Ryan Bird, « Class of 2012, Bury Tomorrow », Rock Sound, no 157,‎ octobre 2011, p. 51
4. ↑  (en) « Kerrang! Rock Chart », Kerrang!, Bauer Consumer Media, no 1492,‎ 16 novembre 2013, p. 10

### Autres sources
1. 1 2  (en) Botong Li, « Rock Freaks - Bury Tomorrow », sur rockfreaks.net, 15 février 2011 (consulté le 28 septembre 2011)
2. ↑  (en) « Bury Tomorrow - The Legacy Agency », sur thelegacyagency.co.uk (consulté le 28 septembre 2011)
3. ↑  (en) Botong Li, « Bury Tomorrow @ Joiners, Southampton, UK », sur rockfreaks.net (consulté le 2 mars 2014)
4. ↑  (en) « INTERVIEW: Bury Tomorrow @ Hevy Festival (04/08/2012) », sur deadpress.co.uk (consulté le 2 mars 2014)
5. 1 2  (en) « BURY TOMORROW Signs With NUCLEAR BLAST RECORDS », sur blabbermouth.net (consulté le 7 mars 2014)
6. 1 2  (en) Clare Sonic, « Bury Tomorrow Signs With Nuclear Blast Records », sur southsonic.co.uk, 2 avril 2012 (consulté le 6 mai 2012)
7. 1 2  (en) « 28 July 2012 Top 40 Rock & Metal Albums Archive », sur The Official Charts Company (consulté le 1er mars 2014)
8. 1 2  (en) « 28 July 2012 Top 40 Independent Albums Archive », sur The Official Charts Company (consulté le 1er mars 2014)
9. 1 2  (en) « 28 July 2012 Top 40 Independent Albums Breakers Archive », sur The Official Charts Company (consulté le 1er mars 2014)
10. 1 2  (en) « Bury Tomorrow Album & Song Chart History », sur Billboard (consulté le 16 août 2012)
11. ↑  (en) « News: Takedown Festival 2012 Line Up Complete », sur midnightmixtape.co.uk, 25 février 2012 (consulté le 28 septembre 2011)
12. ↑  (en) « 15 New Bands Announced For Hit The Deck », sur rocksound.tv, 25 janvier 2012 (consulté le 10 mars 2012)
13. ↑  (en) « Bury Tomorrow, Feed The Rhino, Heights added to Ghostfest 2012 », sur hangout.altsounds.com, 9 mars 2012 (consulté le 10 mars 2012)
14. ↑  (en) « Bury Tomorrow Release Video For "Lionheart", UK Tour with of Mice & Men Starts 20th April 2012 », sur scribesofmetal.com (consulté le 7 mars 2014)
15. ↑  (en) « Matt Tuck reveals his new band », sur bbc.co.uk, 1er mai 2012 (consulté le 10 juillet 2012)
16. ↑  (en) « NEWS: Bury Tomorrow Set To Support I Killed The Prom Queen », sur bringthenoiseuk.com (consulté le 12 juillet 2012)
17. ↑  (en) Alex DiVincenzo, « ABSOLUTExclusive: Bury Tomorrow », sur absolutepunk.net (consulté le 7 mars 2014)
18. ↑  (en) « BURY TOMORROW Hits U.S. Billboard Charts! », sur nuclearblastusa.com (consulté le 7 mars 2014)
19. ↑  (en) Hayley Groombridge, « Concert review: Bury Tomorrow rock the Underworld », sur theupcoming.co.uk, 11 juillet 2012 (consulté le 12 juillet 2012)
20. ↑  (en) Jon Stickler, « Bury Tomorrow To Join Architects On November UK Tour », sur stereoboard.com, 27 juin 2012 (consulté le 9 juillet 2012)
21. ↑  (en) « Lostprophets, Bring Me The Horizon And More For Vans Warped Tour UK », sur rocksound.tv, 8 mai 2012 (consulté le 12 mai 2012)
22. ↑  (en) « Bury Tomorrow », sur monsterenergy.com (consulté le 7 mars 2014)
23. ↑  (en) « Hey Guys », sur burytomorrow.co.uk (consulté le 17 avril 2013)
24. ↑  (en) « Bury Tomorrow Unveil Music Video For Sceptres (Filmed at Download Festival 2013) », sur rocksins.com (consulté le 7 mars 2014)
25. ↑  (en) « Bury Tomorrow UK Tour Announced », sur Metal Hammer (consulté le 7 mars 2014)
26. ↑  (en) « Bury Tomorrow Tour Austria », sur rockfreaks.net (consulté le 7 mars 2014)
27. 1 2  (en) Eduardo Rivadavia, « The Union of Crowns - Bury Tomorrow », sur allmusic.com (consulté le 8 mars 2014)
28. 1 2 3  (en) Cheri Faulkner, « ALBUM: Bury Tomorrow – The Union Of Crowns », sur deadpress.co.uk (consulté le 8 mars 2014)
29. 1 2  (en) Phil Freeman, « Bury Tomorrow – The Union Of Crowns », sur Alternative Press (consulté le 8 mars 2014)
30. 1 2  (en) AP, « Rockfreaks.net – Bury Tomorrow – The Union Of Crowns », sur rockfreaks.net (consulté le 8 mars 2014)
31. 1 2  (en) Steven Spedding, « Bury Tomorrow - The Union Of Crowns », sur Sputnikmusic (consulté le 8 mars 2014)
32. 1 2 3  (en) Candy H., « Review: Bury Tomorrow – The Union Of Crowns [Album] », sur hangout.altsounds.com (consulté le 8 mars 2014)
33. 1 2  (en) Jon Kerr, « Album: Bury Tomorrow – The Union Of Crowns », sur thrashhits.com (consulté le 8 mars 2014)
34. 1 2  (en) Chris C., « Album Review: Bury Tomorrow - The Union Of Crowns », sur bloodygoodhorror.com (consulté le 8 mars 2014)